# Umm Kulthum bint Ali
Umm Kulthum bint Ali (arabiska: أُمّ كُلْثُوم بِنت عَلِيّ), vars riktiga namn var Zaynab al-Sughra, var den islamiske profeten Muhammeds dotterdotter och den fjärde kalifen och förste shiaimamen Ali ibn Abi Talibs dotter. Hennes syster hette Zaynab bint Ali. Om hon var eller inte var gift med Umar ibn al-Khattab är ett omdiskuterat ämne bland sunni- och shiamuslimer.